# 2016-os orlandói terrortámadás
2016. június 12-én egy szélsőséges iszlamista terrorista lövöldözni kezdett az orlandói Pulse éjszakai melegbárban. A terrortámadásnak 49 halálos áldozata volt, a sérültek száma 53. A halottak, sérültek között magyarok nem voltak.
A bűncselekmény elkövetője Omar Mateen 29 éves férfi, aki afgán szülők gyermekeként született New Yorkban. A tettest a kiérkező rendőrök lőtték le.
Az amerikai rendőrség és a Szövetségi Nyomozóiroda terrorista cselekménynek minősítette az eseményt.

## Reakciók
Barack Obama, az Amerikai Egyesült Államok elnöke hangsúlyozta: az amerikaiak egységesek, nem adják meg magukat a félelemnek, és eltökéltek abban, hogy megvédjék magukat. Barack Obama megfogalmazásában az orlandói merénylet valamennyi amerikai elleni támadás volt.
Ezt a napot mind az Egyesült Államokban, mind a világ többi részén nem hivatalos emléknappá nyilvánították.
Még ebben az évben megjelent Sia Furler ausztrál énekesnő új dala, a The Greatest. A klipben 49 táncos szerepel az elhunytak emlékére.